# Bitonota kraepelini
Bitonota kraepelini är en spindeldjursart som beskrevs av Roewer 1933. Bitonota kraepelini ingår i släktet Bitonota och familjen Daesiidae. Inga underarter finns listade.